# 2723 Gorskov
A 2723 Gorskov (ideiglenes jelöléssel 1978 QL2) a Naprendszer kisbolygóövében található aszteroida. Nyikolaj Sztyepanovics Csernih fedezte fel 1978. augusztus 31-én.